# Rodenbach (Neuwied)

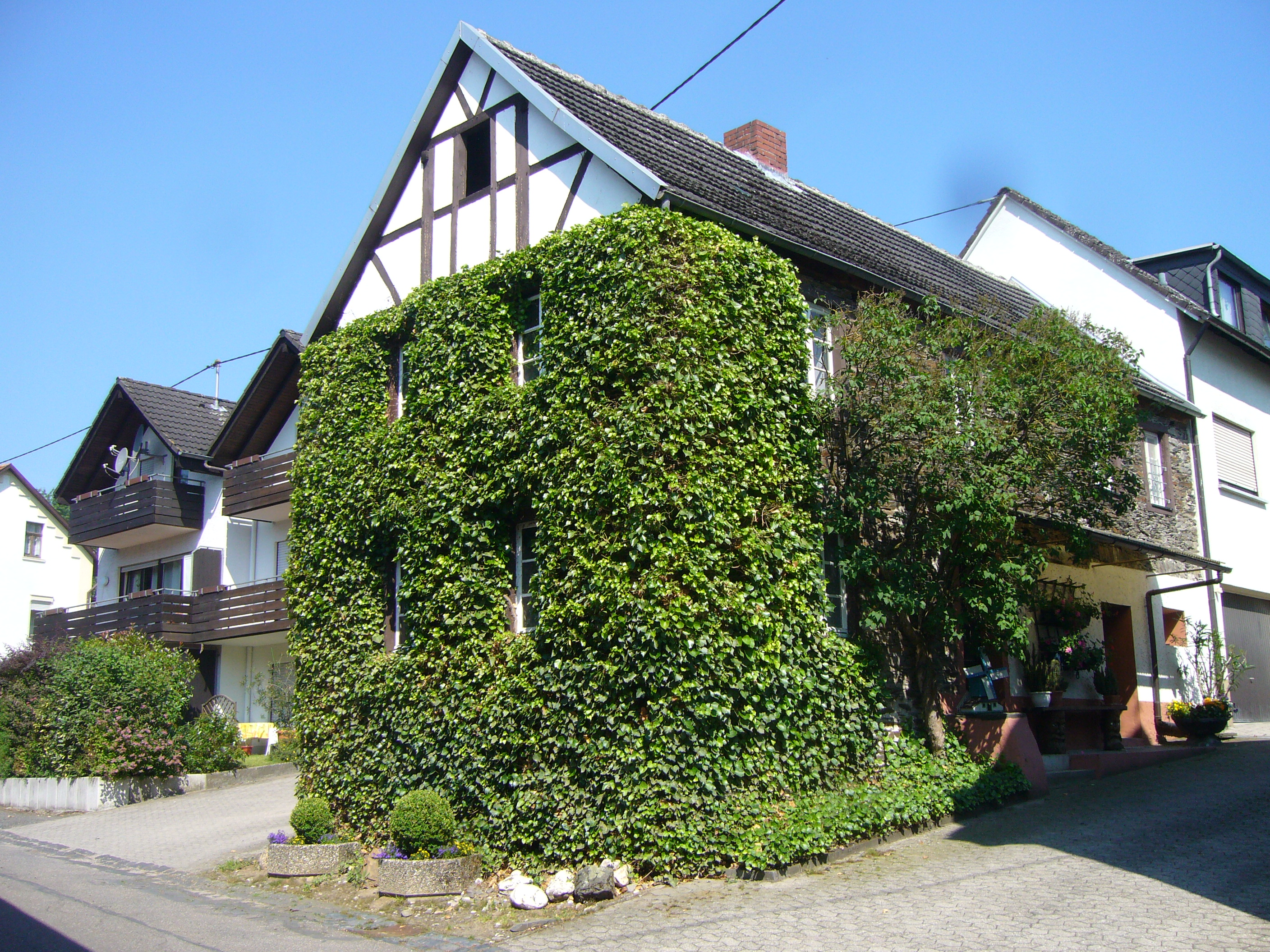
Rodenbach, Oberdorfstraße

Rodenbach ist ein Stadtteil von Neuwied in Rheinland-Pfalz. Bis 1969 war der Ort unter dem Namen „Rodenbach bei Neuwied“ eine eigenständige Gemeinde.

## Lage
Rodenbach liegt nordwestlich der Innenstadt am Rande des Naturparks Rhein-Westerwald. Nordöstlich von Rodenbach befindet sich der Stadtteil Segendorf, östlich der Stadtteil Niederbieber.

## Geschichte
Bereits in römischer Zeit verlief durch das Gebiet des heutigen Dorfes, in Höhe der Oberdorfstraße, der Obergermanisch-Raetische Limes. Von diesem Bauwerk ist jedoch in Rodenbach oberirdisch nichts mehr erhalten.
Rodenbach selbst ist der älteste urkundlich erwähnte Stadtteil Neuwieds. Der Name wird in einer Schenkung eines gewissen Engilbertus an das Kloster Lorsch erstmals im Jahr 773 genannt. Die Erwähnung „in pago Angerisgowe in villa Rodenbach“ ist zugleich die älteste Erwähnung des Engersgaus. Später ging Rodenbach in die wiedischen Grundherrschaft über. Ebenfalls urkundlich erwähnt ist ein ehemaliger Gutshof Uff dem Hahne, dessen Lage heute unbekannt ist. Die Ahle Schul hingegen ist noch heute auf der Dorfecke erhalten.
Ab dem 17. Jahrhundert ist eine relativ große jüdische Gemeinschaft in Rodenbach bezeugt. Der Ort gehörte zum Kirchspielgericht Feldkirchen und bis 1806 zur Grafschaft Wied bzw. seit 1784 zum Fürstentum Wied-Neuwied. 1806 kam Rodenbach zum Herzogtum Nassau und 1815 zum Königreich Preußen. Unter der preußischen Verwaltung wurde Rodenbach eine Gemeinde im Standesherrlichen Kreis Neuwied, der zum Regierungsbezirk Koblenz und von 1822 an zur Rheinprovinz gehörte und von der Bürgermeisterei Heddesdorf verwaltet wurde. Der standesherrliche Sonderstatus bedeutete, dass mit Ausnahme der Hoheits-, Militär- und Steuerangelegenheiten, die dem Königreich Preußen zustanden, die Gemeinde und deren Einwohner bis 1848 weiterhin der Fürstlichen Regierung unterstanden. Seit 1946 gehört Rodenbach zu dem damals neu gebildeten Land Rheinland-Pfalz.
Nördlich des Dorfes befindet sich die heutige Wüstung Rockenfeld. Es gilt als sicher, dass die Ursprünge der US-amerikanische Unternehmerfamilie Rockefeller in diesem Ort liegen. Noch heute leben viele Menschen in Rodenbach, die den Namen Rockenfeller tragen.

## Rodenbach heute
Im Zuge der Mitte der 1960er Jahre begonnenen rheinland-pfälzischen Gebiets- und Verwaltungsreform wurde Rodenbach am 7. Juni 1969 zunächst nach Niederbieber-Segendorf eingemeindet. Durch das „Achte Landesgesetz über die Verwaltungsvereinfachung im Lande Rheinland-Pfalz“ vom 28. Juli 1970, das am 7. November 1970 in Kraft trat, wurde die heutige Stadt Neuwied neu gebildet. Mit Beschluss des Stadtrats Neuwied vom 22. Januar 1971 wurden sowohl Rodenbach als auch die Gemeinde Niederbieber-Segendorf Stadtteile von Neuwied, welche jeweils durch einen Ortsbeirat und einen Ortsvorsteher vertreten werden.
Von ehemals einem Café, einer Wirtschaft, einer Bäckerei, einer Metzgerei, zwei Lebensmittelgeschäften und einem Friseurgeschäft im Ort haben nur das Gasthaus Zum Ochsen sowie ein Hofladen mit angeschlossenem Cafe, das Lämmerstübchen, den Wandel von der selbständigen Gemeinde zu einem Vorort überlebt. Die Bewohner Rodenbachs werden gemeinhin als „Rudebacher Ochse“ bezeichnet. Hierfür gibt es unterschiedliche Erklärungsansätze; der wahrscheinlichste ist, dass Rodenbacher Bürger früher mit Ochsenkarren zur sonntäglichen Messe nach Feldkirchen fuhren. Der Ort ist bis heute evangelisch geprägt.

## Politik

### Ortsbeirat
Der Ortsbeirat in Rodenbach besteht aus 4 Ratsmitgliedern, die bei der Kommunalwahl am 9. Juni 2024 in einer personalisierten Verhältniswahl gewählt wurden, und dem ehrenamtlichen Ortsvorsteher als Vorsitzendem.
Die Sitzverteilung im Ortsbeirat:
| Wahl | CDU | SPD | FWG | Gesamt  |
| ---- | --- | --- | --- | ------- |
| 2024 | 1   | 2   | 1   | 4 Sitze |
| 2019 | 1   | 3   | –   | 4 Sitze |
| 2014 | 1   | 3   | –   | 4 Sitze |
| 2009 | 1   | 1   | 2   | 4 Sitze |

- FWG = Freie Wählergruppe Neuwied e. V.

### Ortsvorsteher
Sven Gall (SPD) wurde am 29. August 2024 Ortsvorsteher von Rodenbach. Bei der Direktwahl am 9. Juni 2024 hatte er sich mit einem Stimmenanteil von 51,2 % gegen einen Mitbewerber durchgesetzt.
Galls Vorgänger Uwe Preis (SPD) hatte das Amt seit 2001 inne und kandidierte 2024 nicht erneut als Ortsvorsteher.

## Sport
Die Frauenfußballmannschaft des TuS Rodenbach stieg in der Saison 2010/2011 in die Regionalliga auf. Die Herrenfußballmannschaft des TuS Rodenbach blickt auf eine lange Tradition zurück. Die Vereinsfarben sind Grün-Weiß. Aktuell spielt der Verein mit einer Seniorenmannschaft in der Kreisliga C.

## Vereine
- Einer der ältesten Vereine im Stadtteil ist der Burschenverein 1835 Rodenbach. Zweck des 1835 gegründeten Vereins ist u. a. die „Wahrung alter Sitten und Bräuche im Ort“. Der Burschenverein und die Maimädchen richten jedes Jahr die örtliche Kirmes aus. Zur Erinnerung an die gefallenen und vermissten Mitglieder hat er im Buchbachtalauf eine Gedenktafel aufgestellt.[9]
- Aus den Mitgliedern der ehemaligen Freiwilligen Feuerwehr (1908–1965) gründete sich der Verein Alte Kameraden Rodenbach e. V.
- Der Verschönerungsverein Rodenbach e. V. wurde im Jahre 1921 von Rodenbacher Bürgern gegründet, die sich zum Ziel gesetzt hatten, das dörfliche Ortsbild zu erhalten.[10]
- Im Jahr 2015 wurde ein Ortsverein der Arbeiterwohlfahrt (AWO) gegründet.